# Ernst von Kirchberg
Ernst von Kirchberg, född i Thüringen eller Prignitz, död efter 1379, var en tysk krönikeskrivare. 
Kirchberg kom från Thüringen till hovet i Schwerin, sannolikt 1378, då hertig Albrekt (far till den svenske kungen Albrekt av Mecklenburg) i sitt andra gifte förmälde sig med Adelheid från Thüringen, dotter till greve Ulrich av Hohenstein. Enligt hertigens önskan företog sig Kirchberg att på högtyska språket sätta i rim Helmolds vendiska historia ("Chronica slavorum") och hade före hertigens död (18 februari 1379) fullbordat arbetet, vilket han därefter omedelbart fortsatte genom att efter skilda krönikor och muntlig tradition fullfölja Mecklenburgs historia till mitten av 1300-talet. Den enda handskrift man känner av Kirchbergs mecklenburgska krönika finns i arkivet i Schwerin och är rikt smyckad med miniatyrer, vilka bland annat ger upplysningar om Sveriges riksvapens historia under nämnda århundrade.